# Meningeom
Meningeom är en oftast godartad intrakraniell tumör som utgår från hjärnhinnorna (meningierna) och utgör cirka 15-20% av alla intrakraniella tumörer. Om tumören är elakartad, kallas den meningeal carcinomatos.
Meningeom är vanligast hos äldre personer och vanligare hos kvinnor än hos män. Vissa personer har benägenhet för meningeom, och kan få multipla, separata tumörer. 
Meningeom kan bli stora innan de upptäcks eftersom de har en långsam tillväxt så trängs hjärnan bort sakta och symtomen kommer smygande. Vilka symtom tumören ger beror på var den sitter, om tumören blir stor kan de första symtomen vara ett epileptiskt anfall. 
Tumören utgår från arachnoidala cellerna och kan bli relativt stor innan den ger symptom. Tumören växer långsamt, ibland inuti ventriklarna och tränger undan normalt hjärnparenkym. Kan även växa in i skallbenet, till exempel i orbitan.

## Behandling
Öppen kirurgisk operation och /eller strålbehandling är effektiva behandlingsmetoder, ofta botande. Stereotaktisk radiokirurgi (även utan öppen kirurgi) har visat goda resultat på tumörer som är <3cm stora. 
Cytostatika och hormonbehandling har provats på maligna, elakartade, meningeom utan påvisbart resultat.

## Ordetmeningeom
På tyska och övriga germanska språk används den nylatinska bildningen "meningeom". På engelska och franska används en likvärdig variant "meningioma" respektive "méningiome". Man stöter därför på även formen "meningiom" i svenska texter.